# Vlag van Teruel

Vlag van de provincie Teruel

De vlag van de Spaanse provincie Teruel bestaat uit een wit veld waarop een oversnijdend rood kruis, met in het midden het provinciale wapen. De vlag werd aangenomen door de Provinciale Raad op 26 oktober 1956 en bij decreet van 10 mei 1957.
De vlag lijkt identiek op die vlag van de provincie Huesca en de vlag van de provincie Zaragoza, wit met een rood Sint-Joriskruis en het provinciale wapen in het midden.